# White City (Illinois)
White City – wieś w Stanach Zjednoczonych, w stanie Illinois, w hrabstwie Macoupin.